# I miti ebraici
I miti ebraici (Hebrew Myths: The Book of Genesis) è un saggio di Robert Graves e di Raphael Patai del 1963. Venne pubblicato nel 1964 da Doubleday (New York) e da Cassell (Londra). 

## Edizioni
- Robert Graves e Raphael Patai, I miti ebraici, Longanesi, 1980,  p. 400.